# 自動車産業

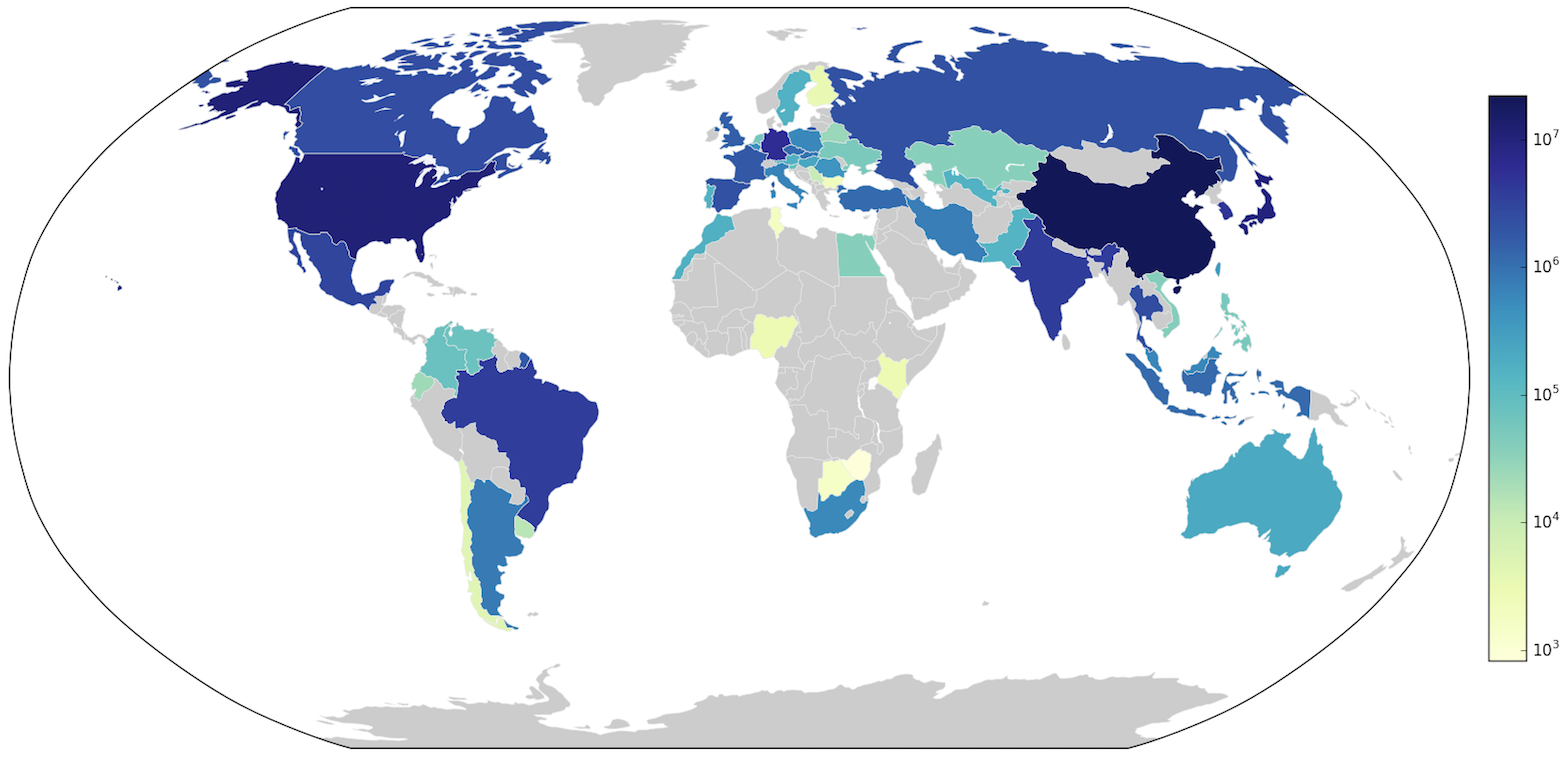
2013年12月時点での国別の対数目盛による自動車生産台数。

自動車産業（じどうしゃさんぎょう）とは、自動車および自動車部品の生産、販売、利用、整備に関連した産業を指す。
自動車産業は、関連産業の裾野が広く経済波及効果が大きいため、基幹産業として欧米や日本といった工業国の経済で重要な位置を占めている。自動車の関連産業は鉄鋼、金属、軽金属、ガラス、ゴムやプラスチック、革などの石油化学品、半導体などの原材料、鋳造などの加工技術、電子機器の制御を行うコンピュータソフト、宣伝広告を行うマスコミや販売を行う自動車販売店のほか、運輸業、ガソリンスタンドや自動車整備業、一般道路や高速道路の建設や整備、自動車保険の加入、自動車教習所の講習、自動車運転免許の新規作成や更新、さらには駐車場の建設や経営、レンタカー事業などと多岐にわたる。また、間接的なライバルとなる公共交通機関へのプレッシャーもかけられる。
現代の自動車メーカーは開発設計とエンジンなど基幹部品の製造に注力し、部品は下請け企業に発注するのが一般的である。基本的には最終組立を自社で行うが、増産のために外部に委託する場合もあり、ヴァルメト・オートモーティブやマグナ・シュタイアなどは自社ブランドを持たず大手メーカーから組み立てを請け負っている。また専門的な技術のアドバイスや車体デザインに特化した企業も存在する。

## 歴史
1950年まで; アメリカが80 %以上の自動車を生産
1950年代; イギリス、西ドイツ、フランス、イタリアが生産に再参入
1960年代; 日本が製造開始して1980年代まで増加。
1980年代末まではアメリカ、日本、西ドイツ、フランス、イギリス、イタリアの6ヶ国で全体の約80 %を生産
1990年代; 韓国が大量生産に乗り出し、2004年にフランスを抜いて5位となる
2000年代; 中国が大幅に生産数を増加、2009年には世界最大の生産国となる
自動車は、その黎明期においては、蒸気、電気、ガソリンなど様々な動力が試みられた。19世紀には既に改良が進んでいた蒸気機関を搭載した蒸気自動車が他の機関より秀でていた。20世紀に入るとガソリンエンジンとディーゼルエンジンの性能が向上し、油田発見（1901年、テキサス油田）による石油の安価な供給も背景に、優位性を確立していった。1910年頃までは特権階級及び一部富裕層の乗り物であったが、大量生産により安価で供給されたフォード・モデルTの登場により自動車は大衆化し、モータリゼーションが進行した。こうして自動車産業は急速に拡大していくことになる。
19世紀には西欧で自動車の開発が先行しており、1900年の世界の自動車生産台数は約1万台で、最大の生産国はフランスであった。
1910年代に世界の工場となっていたアメリカで大量生産が始まり、一方先行していた欧州ではニ度の世界大戦により工業生産（民需）が低迷した。
結果、アメリカが1950年代まで8 − 9割を生産するというデトロイトの独占状態であった。第二次世界大戦後、各国で自動車の大量生産が軌道に乗り始めるに連れ、米国のシェアは下降していった。1950年代にイギリス、次いでフランス・西ドイツが復興。1960年代に後発の日本でも自動車生産が本格化し、1970年代・1980年代と日本がシェアを伸ばした。1980年代には韓国の成長が始まり、1990年代には中国の急成長も始まった。中国は2009年に、それまでの世界記録であった年間約1,300万台（日本が1991年、アメリカが1999年に達成）を超え、2013年には2,212万台を生産し、なお増加中である。
2013年の生産台数では新興生産国である中国、韓国、インド、ブラジル、メキシコの5カ国のシェアは4割を超えたが、先発のアメリカ、カナダ、日本、ドイツ、フランス、イギリス、スペインの7カ国のシェアは4割を切った。ドイツ以外の先発国ではシェアの低下のみならず生産台数も低下傾向にあるが、ドイツでは増加し続けている。
ガソリンエンジン、ディーゼルエンジンや自動車が発明されたのは欧州で、フランス、イギリス、ドイツは自動車産業の老舗であり、1960年代始めには、これら三国で30 %以上のシェアであったが、1970年代以降、各国が生産台数を伸ばす中でイギリスでは英国病によって品質の低下や生産台数の低迷に見舞われ、1980年代以降は新興生産国にシェアを奪われていった。2013年にはロシアを除く欧州における生産実績（台数）はドイツ（シェア6.8 %）、スペイン（2.5 %）、フランス（2.0 %）、イギリス（1.8 %）、チェコ（1.3 %）、トルコ（1.3 %）の順となっている。欧州では東欧への生産シフトが進んでおり、チェコ、トルコの他にスロバキア、ポーランド、ルーマニア、ハンガリーなどでも生産が拡大している。
2013年の欧州連合（EU）28カ国の自動車生産の世界シェアは18.5 %であった。
近年では、自動車の増加に伴う排出ガス、騒音、燃料となる化石資源の枯渇、カーボンニュートラルへの要請などに対応して、ハイブリッド車、燃料電池自動車、電気自動車が登場しており、電動化への流れが急激である。

### 生産台数の推移
下表は、各国の自動車生産の一覧でアメリカ合衆国運輸省・Research and Innovative Technology Administration（RITA）および国際自動車工業連合会（OICA）他のデータを元にしている｡
生産台数は、乗用車・バン・マイクロバス・トラック・バスなどすべての公道で運行される自動車を含む。
この生産台数集計は、1999年までは自動車メーカーの国籍別、2000年からは最終組立地のある国による集計である。自動車生産にはCB（Completely built up）, CKD（Completely knocked down完全現地組立）, セミノックダウンSKD（Semi knocked down）などのノックダウン生産があり、自動車産業の国際分業化が進んでいる状況において、以下の集計は自動車産業の一側面を捉えたものである。例えばイギリスは完成車生産台数では下位ではあるが、自動車用エンジンの生産台数は2008年には約316万基、2013年には約255万基と完成車数より多く生産し、国外へ輸出している。
2014年度の上位26カ国（下表）による生産は、総生産台数の97.6 %を占めていた。また上位5カ国のシェアは61.8 %であった。また先発の米・加・日・独・仏・英およびスペインの7カ国のシェアは39.5 %、にたいして新興の中・韓・印・メキシコ・ブラジル・ロシア・タイの7カ国のシェアは47.1 %であった。
| 順 | 国           | 2014   | 前年比  | 2010   | 2000   | 1990   | 1980   | 1970   | 1960   | 1950   | 最大   | 年度 | 備考            |
| -- | ------------ | ------ | ------- | ------ | ------ | ------ | ------ | ------ | ------ | ------ | ------ | ---- | --------------- |
| —  | 全世界       | 89,931 | 2.7 %   | 77,629 | 58,374 | 48,554 | 38,565 | 29,419 | 16,488 | 10,577 | 89,931 | 2014 |                 |
| —  | EU           | 16,977 | 4.5%    | 17,107 | 17,142 |        |        |        |        |        | 19,718 | 2007 |                 |
| —  | NAFTA        | 17,420 | 5.6 %   | 12,153 | 17,698 | 12,551 |        |        |        |        |        |      |                 |
| 1  | 中国         | 23,723 | 7.3 %   | 18,265 | 2,069  | 509    | 222    | 87     | 23     |        | 23,723 | 2014 | [ 注 2 ]        |
| 2  | 米国         | 11,661 | 5.4 %   | 7,743  | 12,800 | 9,783  | 8,010  | 8,284  | 7,905  | 8,006  | 13,025 | 1999 |                 |
| 3  | 日本         | 9,775  | 1.5 %   | 9,629  | 10,141 | 13,487 | 11,043 | 5,289  | 482    | 32     | 13,487 | 1990 | [ 注 3 ]        |
| 4  | ドイツ       | 5,908  | 3.3 %   | 5,906  | 5,527  | 4,977  | 3,879  | 3,842  | 2,056  | 306    | 6,147  | 2011 | [ 注 4 ]        |
| 5  | 韓国         | 4,525  | 0.1%    | 4,272  | 3,115  | 1,322  | 123    | 29     |        |        | 4,657  | 2011 |                 |
| 6  | インド       | 3,840  | -1.5 %  | 3,557  | 801    | 363    | 114    | 76     | 51     | 15     | 4,175  | 2012 |                 |
| 7  | メキシコ     | 3,365  | 10.2 %  | 2,342  | 1,936  | 821    | 490    | 193    | 50     |        | 3,365  | 2014 |                 |
| 8  | ブラジル     | 3,146  | -15.3 % | 3,382  | 1,682  | 914    | 1,165  | 416    | 133    |        | 3,712  | 2013 |                 |
| 9  | スペイン     | 2,403  | 11.1 %  | 2,388  | 3,033  | 2,053  | 1,182  | 539    | 58     |        | 3,033  | 2000 |                 |
| 10 | カナダ       | 2,394  | 0.6 %   | 2,068  | 2,962  | 1,947  | 1,370  | 1,160  | 398    | 388    | 3,059  | 1999 |                 |
| 11 | ロシア       | 1,895  | -13.5 % | 1,403  | 1,206  | 2,040  | 2,199  | 916    | 524    | 363    | 2,233  | 2012 | [ 注 5 ]        |
| 12 | タイ         | 1,880  | -23.5 % | 1,645  | 412    | 305    | 73     | 22     |        |        | 2,457  | 2013 | [ 13 ] [ 注 6 ] |
| 13 | フランス     | 1,821  | 4.4 %   | 2,229  | 3,348  | 3,769  | 3,378  | 2,750  | 1,369  | 358    | 3,920  | 1989 |                 |
| 14 | 英国         | 1,599  | 0.1 %   | 1,393  | 1,814  | 1,566  | 1,313  | 2,098  | 1,811  | 784    | 2,332  | 1963 |                 |
| 15 | インドネシア | 1,299  | 7.6 %   | 703    | 379    |        | 103    |        |        |        | 1,299  | 2014 |                 |
| 16 | チェコ       | 1,251  | 10.4 %  | 1,076  | 455    | 242    | 233    | 170    | 75     | 31     | 1,251  | 2014 |                 |
| 17 | トルコ       | 1,170  | 4.0 %   | 1,095  | 431    | 209    | 51     | 25     |        |        | 1,189  | 2011 |                 |
| 18 | イラン       | 1,091  | 46.7 %  | 1,599  | 278    | 45     | 161    | 35     |        |        | 1,649  | 2011 |                 |
| 19 | スロバキア   | 971    | 1.8 %   | 562    | 182    |        |        |        |        |        | 975    | 2013 |                 |
| 20 | イタリア     | 698    | 6.0 %   | 838    | 1,738  | 2,121  | 1,610  | 1,854  | 645    | 128    | 2,221  | 1989 |                 |
| 21 | アルゼンチン | 617    | -22.0 % | 717    | 340    | 100    | 282    | 220    | 89     |        | 829    | 2011 |                 |
| 22 | マレーシア   | 597    | -0.8 %  | 568    | 283    | 192    | 104    |        |        |        | 596    | 2013 |                 |
| 23 | ポーランド   | 594    | 0.6 %   | 869    | 505    | 348    | 418    | 113    | 37     | 1      | 951    | 2008 |                 |
| 24 | 南アフリカ   | 566    | 3.7 %   | 472    | 345    | 335    | 405    | 298    |        |        | 588    | 2006 |                 |
| 25 | ベルギー     | 517    | 2.6 %   | 555    | 1,033  | 1,248  | 923    | 296    | 1      |        | 1,248  | 1990 |                 |
| 26 | ハンガリー   | 438    | 36.2 %  | 211    | 137    |        |        |        |        |        | 438    | 2014 |                 |
|    | その他       | 2,187  | -15.6 % | 2,352  | 1,561  |        |        |        |        |        |        |      |                 |
| 順 | 国           | 2014   | 前年比  | 2010   | 2000   | 1990   | 1980   | 1970   | 1960   | 1950   | 最大   | 年度 | 備考            |

全世界の自動車生産台数の推移
(乗用車と商用車)
| 年   | 生産台数   | 前年比 | 出典   |
| 1997 | 54,434,000 |        | [ 14 ] |
| 1998 | 52,987,000 | -2.7%  | [ 14 ] |
| 1999 | 56,258,892 | 6.2%   | [ 15 ] |
| 2000 | 58,374,162 | 3.8%   | [ 16 ] |
| 2001 | 56,304,925 | -3.5%  | [ 17 ] |
| 2002 | 58,994,318 | 4.8%   | [ 18 ] |
| 2003 | 60,663,225 | 2.8%   | [ 19 ] |
| 2004 | 64,496,220 | 6.3%   | [ 20 ] |
| 2005 | 66,719,519 | 4.2%   | [ 21 ] |
| 2006 | 69,222,975 | 4.1%   | [ 22 ] |
| 2007 | 73,266,061 | 5.8%   | [ 23 ] |
| 2008 | 70,729,696 | -3.5%  | [ 24 ] |
| 2009 | 61,762,324 | -12.4% | [ 25 ] |
| 2010 | 77,583,519 | 25.6%  | [ 26 ] |
| 2011 | 79,880,920 | 3.2%   | [ 27 ] |
| 2012 | 84,236,171 | 5.5%   | [ 28 ] |
| 2013 | 87,595,998 | 4.0%   | [ 29 ] |
| 2014 | 89,776,465 | 2.5%   | [ 30 ] |
| 2015 | 90,780,583 | 1.1%   | [ 31 ] |
| 2016 | 94,976,569 | 4.5%   | [ 32 ] |
| 2017 | 97,302,534 | 2.36%  | [ 33 ] |
| 2018 | 95,634,593 | -1.1%  | [ 34 ] |
| 2019 | 91,786,861 | -5.2%  | [ 35 ] |
| 2020 | 77,621,582 | -16%   | [ 36 ] |
| 2021 | 80,145,988 | 3%     | [ 37 ] |
| 2022 | 85,016,728 | 6%     | [ 38 ] |
| 2023 | 93,546,599 | 10%    | [ 39 ] |

## 自動車輸出

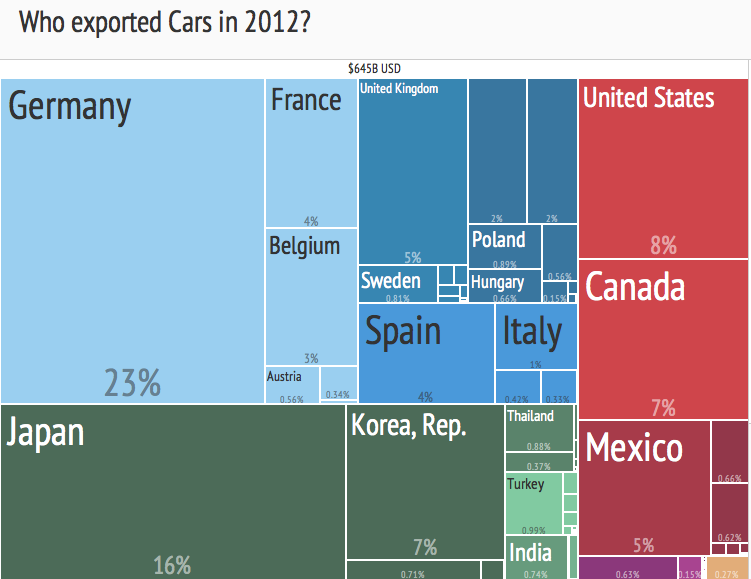
各国の乗用車輸出（金額）の割合 (2012)
粗(Gross)輸出金額であり、輸入金額は差し引かれていない。米国は世界最大の乗用車正味輸入国であり、英国・フランス・ベルギーなども正味輸入国である。

右の図においてドイツの乗用車粗輸出金額が最大となっているが、2009年までは日本が最大で正味輸出金額の32%を占め、ドイツは29%であった。2012年の乗用車の正味輸出金額ではドイツが32%、日本が28%となっている。

## 各国の自動車産業
19世紀に欧州で自動車の開発が始まり、20世紀の前半世紀はアメリカ合衆国が飛び抜けた世界最大の自動車生産国および市場であった。第二次世界大戦後の1950年代に欧州・日本での自動車生産が急増した。中でも60年代以降日本での生産台数は著しく増加し、1980年代には米国を抜き世界一の自動車生産国となった。20世紀の後半世紀は米・日・ドイツ・フランス・英国・イタリアといった戦前からの主要先進国での生産が世界の約8割を占めていたが、1980年代以降、新興国などでも自動車生産が始まり、特に中国は21世紀以降米国・日本の2倍以上を生産する世界最大の自動車生産国となった。
2014年現在の自動車部品メーカーの上位100社を国別に見ると日本が30社、アメリカが25社、ドイツが18社、韓国が5社、フランスが4社などとなっている。

### アフリカ・中東

#### エジプト
自動車産業の始まりは1960年に遡る。社会主義時代、政府は農業経済から工業経済への転換を目指し最初のエジプト製の自動車が生産されたが、外国の企業との競争に勝てなかったのでまもなく生産を終了した。特に、社会主義の終焉と資本主義への移行が原因だった。その後1985年にゼネラルモーターズ（GM）が生産工場を建設するまで組立工場はなかった。
当初3工場で大半の部品を輸入していたエジプトの自動車組み立て事業は23年間で成長し16事業で26の組み立てラインを持ち、乗用車、軽商用車、トラック、バスの生産同様に300工場が主要な部品を生産するようになった。GMの他にBMW、日産自動車、ヒュンダイなどがエジプトで自動車生産をしている。なおエジプトでのBMWの組立ラインは、ドイツ国外で唯一BMW・7シリーズが生産される工場である。
2004年まではエジプトの自動車市場と共に地元での自動車組み立てと部品製造は拡大を続けてきた。エジプト自動車製造協会（EAMA）のMoham-med El-Hadaryはエジプトの自動車市場は2004年にはわずか合計72,417台を生産しただけだった。と述べた。2007年には227,488台を生産し314%増えたと述べた。最も増えたのは乗用車で2004年の55,471から2007年には179,178台まで323%増えた。この傾向が続けば2012年には444,000台に到達すると期待される。

#### 南アフリカ
1940年代からGM、フォード、VWなどが進出しており、さらに1961年に完成車輸入を事実上禁止して国内自動車産業の育成策を取っているため、日米欧の多くのメーカーが進出し現地生産を行っており、アフリカにおける自動車産業の中心地になっている。また左側通行、右ハンドルという条件のため、VW、BMW、メルセデス・ベンツ、フォードが日本やオセアニア市場向けなどの右ハンドル仕様を南アフリカの工場で生産し輸出している例もある。

#### イラン
イランには2001年の時点において13の国営と民営の企業がある。イラン・ホドロとSaipaが94%を生産する。イラン・ホドロは最も普及しているブランドである。他に自動車の製造会社にBahman グループ, Kerman Motors, Kish Khodro, Raniran, Traktorsazi, Shahab Khodro等があるがそれらを合わせてもわずか6%に過ぎない。これらの自動車会社はバイクや乗用車、トラック等、幅広く生産する。2006年の時点でイランは世界で16番目に生産台数が多い。700万台を保有し、10人に1台の割合で普及している（トラックやバスを含む）。2005年に自動車生産台数が100万台を記録し2009年3月に輸出額が10億ドルに達する計画である。

#### イスラエル
イスラエルには建国以来自国メーカーは存在しなかったが、スタートアップ企業「アクエリアス・エンジンズ」が水素燃料エンジンを搭載した自動車の開発を進めている。

#### サウジアラビア
自国メーカーは存在しなかったが、脱石油を掲げ産業育成を推進するムハンマド・ビン・サルマーンがEVの生産を計画し、パブリック・インベストメント・ファンド（PFI）がルシード・モータースへ出資、2023年に国内工場を建設している。またPFIとフォックスコンの合弁会社であるシアがEV製造を行う予定。

### アジア

#### 中国
中国は、1956年に最初の自動車であるトラック・解放号を作ったところから始まり、1958年から1960年代初頭にかけて、紅旗・CA72、北京市摩托車制造廠の東風号や鳳凰、和平（自動車）など大型リムジンから3輪トラックまで相次いで発表された。1964年に中国汽車工業公司が設立され中央政府が統括しながら、自動車産業育成が計画されたが1960年代後半からの文化大革命の混乱によって産業の発展は遅れ、さらに技術的援助を受けていたソ連との国交断絶などの影響で、1970年代までほとんど進歩がない状態だったが、70年代末から改革開放政策が始まると、数多くあった自動車生産工場は海外メーカーと合弁をはじめた。その中で最初に成功したのが、1985年から生産が始まったフォルクスワーゲンと上海汽車の合弁会社である上海大衆汽車のサンタナ（中国語表記=桑塔納）である。その後プジョー、GM、フィアットなどが次々に合弁で参入し、さらに2000年代半ば頃からの経済成長に伴い自動車需要が急増加、市場は一気に世界一の販売台数になるまで拡大。中国国内の自動車関連企業は膨大な数に上り、中国政府は、自動車メーカー乱立による生産性の低さや過剰生産などの問題を克服するために業界再編を進めることとなる。
中にはプラグインハイブリッドカーを開発し世界で初めて発売するなど、先進国の自動車メーカーとほぼ対等に競争できるほどに技術力が高まっている企業がある一方で、海外の安全性能試験で0点を付けられるような低品質の製品も見られるため、国が主導して技術開発を促進している。詳細は、中国の自動車産業・中華人民共和国の経済#自動車を参照。
自動車修理業は、国内の急速な保有台数の増加に業界が追いついておらず、人手不足状態となっている。

#### インド
インドでは、経済成長に伴い自動車需要が増加しているが、全体の3/4程度が二輪車である。二輪車はホンダ系、インドのバジャージ・オート・TVSモーターのシェアが大きい。自動車は日系のマルチ・スズキ、インドのタタ・モーターズとマヒンドラ、韓国のヒュンダイなどが主要メーカーである。
インドでは今までの販売対象より低所得の層をターゲットにした機能を減らし価格を抑えた自動車が出現している。日本円で30万円以下のタタ・ナノのように既存の価格を打ち破る製品が発売されており、こうした市場に進出しようとする自動車メーカーも少なくない。

#### インドネシア
インドネシアではスハルト大統領が1996年に、大統領令により国民車「ティモール」の構想を提唱、起亜自動車との合弁で初の自国メーカーである「ティモール・プトラ」が操業を開始した。ティモールはマツダ・ファミリアをベースとしていたが、普及する前にアジア通貨危機の影響でティモール・プトラが2000年に経営破綻、製造も2002年に終了した。
国内の市場規模はASEAN市場の3分の1を占めるが、シェアは日系メーカーが97%である。

#### 日本
日本の自動車産業の出発点は、1907年に山羽虎夫と吉田真太郎が東京自動車製作所で「タクリー号」を生産したことから始まった。その後、1911年に橋本増治郎が快進社を設立し、イギリスのスイフト社からシャシーを輸入して組み立てた「スイフト号」を生産し、1914年には自力で「ダット一号」を生産した。その後、1923年に関東大震災が発生し、東京の交通機関が麻痺した際に、東京市長の後藤新平は1,000台の米国車を緊急輸入することで東京を機能不全から救い、日本人の間で車への評価が大いに高まったという。これに目を付けた米国の自動車会社は、1925年にフォードが横浜に、1927年にGMが大阪に自動車組立工場を建設し、1931年時点では、両社で合計2万台を組み立てていた。これに対して日本車の生産台数は400台に過ぎなかった。
フォード・GMの自動車組立工場は、どちらもKD工場であったため、主要部品はアメリカ本国からの輸入であったが、補修部品を中心に日本の部品企業に厳格な査定を要求したため、結果的に日本の自動車産業の発展に大きく寄与することになった。
その後、外資系企業による日本の自動車産業の独占を危惧した政府は、自動車製造事業法（1936年）を制定し、国内自動車産業の本格的な育成に乗り出した。この流れを予測していた豊田自動織機製作所（現・豊田自動織機、後に自動車部門をトヨタ自動車として分社）は1933年に、日産は1934年に自動車産業への本格的な進出を開始し、日中戦争、太平洋戦争における日本の軍用トラック生産の大半を任されるようになり、戦後の日本自動車産業の本格的な発展の準備となった。
朝鮮戦争後の1950年代後半から1960年代前半にかけて、日本の自動車産業は朝鮮特需の恩恵を受けて本格的に復活し、設備の更新と近代化、アメリカ式の品質管理、科学的管理法を導入し大幅な質的向上を果たした。また、連合国によって航空機の開発、生産が禁止された期間の影響で、航空機の開発に携わっていた技術者が自動車産業へ転職したことにより、航空機で使われていた技術や設計手法などが自動車の開発にも導入されたことも自動車産業の近代化の要因となった。
1952年に通産省はヨーロッパからの技術導入を進め、日産はオースチンと、いすゞはヒルマンと、日野はルノーとそれぞれ技術提携することを選んだが、トヨタ自動車は純国産メーカーとして発展していった。1955年からの高度経済成長後、1958年にトヨタが乗用車専門の元町工場を建設し、1962年には日産が乗用車専門の追浜工場を建設。1966年に日産とプリンスの合併があり、同1966年にトヨタと日野、1967年にトヨタとダイハツ、1968年には日産と富士重工業の業務提携が開始された。この時期に、自動車産業では生産管理技術の発展に伴い、トヨタ生産方式の根幹である「カンバン方式」「ジャストインタイム」「自動化」「QCサークル活動」などが導入されていく。
1970年代の日本の自動車産業は、1971年のマスキー法、1973年の第一次石油危機を技術力と合理化で乗り切り、対米貿易摩擦が激化した1980年代には、対米貿易摩擦回避のために海外生産を拡大させていく。1990年代には、新興国市場に備えて、中国やインドでの生産を拡大していった。
2000年代には、原油高と環境規制の強化によって、燃費性能に優れ、省エネの小型車に日本の自動車メーカーが競争力を強めて、2007年にはトヨタが「ビッグ3」の一角を占めるまでになった。
2017年時点で日本の自動車関連企業数は、完成車メーカーが16社、ユニット・機能部品・内外装品などを納める一次部品企業が約800社、単一部品・プレス・金型鋳鍛造品を一次部品企業に供給している二次部品企業が約4,000社、金属部品・樹脂部品を二次部品企業に供給している三次部品企業が約2万社あり、合計すると2万5,000社から構成されている。自動車関連の従業員数は、関連部門を含めた人数で約532万人におよび、日本の全就業人口の8.7%、製造業人口の49.6%を占める巨大産業となっている。

##### 産業集積地域
日本の自動車工業及び関連産業の集積地は他の重工業と同様、特に関東以西においては太平洋ベルトに沿う傾向にある。
中部地方、とりわけトヨタの発祥の地である愛知県豊田市が有名であり、隣接する刈谷市にはデンソー・アイシンをはじめとしたトヨタグループの部品メーカー各社が本社を置いており、愛知県にはトヨタやトヨタグループ関連の工場が多く集積する。
中部地方から神奈川県にかけては、他にもホンダ(三重県に工場所在。また静岡発祥である。)、三菱自動車(愛知･岡崎市に開発・制作拠点がある)、スズキやヤマハ(静岡県に本社及び制作拠点がある)、日産自動車・いすゞ・三菱ふそう(神奈川県)と言った集積が見られる。
また九州北部から瀬戸内海沿岸地域でも福岡県・大分県(日産自動車九州・トヨタ自動車九州・ダイハツ九州)にはじまり、マツダの本社がある広島県および工場のある山口県、三菱の工場を擁する岡山県（水島臨海工業地帯）、カワサキの本社がある兵庫県、そしてダイハツが本社である大阪府、工場のある京都府、ダイハツの工場の他にも三菱のエンジン工場がある滋賀県と言った具合に集積が見られる。
関東内陸部においては群馬県（SUBARU）に自動車産業の集積が見られる。
主な都市
- 愛知県豊田市、岡崎市
- 神奈川県横浜市、川崎市、藤沢市
- 静岡県浜松市、裾野市
- 広島県安芸郡府中町、広島市
- 山口県防府市
- 福岡県北九州市

など

#### マレーシア
マレーシアにおいて自動車産業はおそらく最も着実に成長している市場の一つで世界への（アメリカとヨーロッパ以外へ）輸出が必要となる。
自動車会社の一覧は以下を参照:

- プロトン Edar（PeRusahaan OTOmobil Nasional）, マレーシアの自動車生産の先駆者

- プロドゥア（PERusahaan Otomobil keDUA）, エンジンはダイハツの車種を元にしている。

- ブフォーリ & TD2000, マレーシアを拠点として"アンティーク カー"を生産する（元々はオーストラリアから来た）。

- DRB-ハイコム （Diversified Resources Berhad - マレーシアのBerhadの重工業）

#### 韓国
2010年、韓国の自動車産業は生産台数において世界で5番目で輸出市場において6番目に多い規模である。50年前に日本とアメリカから部品を輸入して組み立てる事から始まった。現代自動車グループ（ヒュンダイ、キア）は現在ではトヨタ等日本の企業に次いでアジアで10番目に大きい。1988年に年間国内生産台数が100万台を超えた。1990年に複数の自社開発車種を生産し能力を実証するだけでなく、10年以上にわたり社会資本に大規模な投資を行った。彼等の自動車の品質は近年、大幅に向上し国際市場での評価を得ることができた。

#### パキスタン
パキスタンの自動車産業は長年にわたり成長し続けているが上位には入らない。生産される期間が長く大量に生産されるが車種が少ない。そのため、購入者は選択肢が限られる。競争において幸運なことに競争相手は少なく、輸入車は高額である。いくつかの世界的な規模の企業が組立工場を地元の企業と共同で設立している。

#### タイ
タイでTRとして知られるThaiRungはThai Rung Union Car Public Co. Ltd.（TRU）によって生産される。会社は1967年にバンコクで設立された。元々の社名はThai Rung Engineering Co. Ltd.で1973年にThai Rung Union Car Co. Ltd.に変更した。TRUは1994年に証券取引所に上場した。TRUの事業は設計開発、自動車部品の生産、産業機材の生産、自動車組み立てと金融である。複数の廃盤になったランドローバーのエンジンを搭載したTRのバンはタイで設計された車体とプラットホームを組み合わせていた。近代的なTRのバンは小型または中型のトラックを元にしてSUVや7席の多目的車になった。

#### ベトナム
外資系のミツビシ・モーターズ・ベトナム、GMベトナム、チュオンハイ自動車が現地生産を行っている。自国のブランドとしてビンファストが自社ブランドの電気自動車と電動バイクを製造している。

### 欧州

#### ベルギー
1990年代には百万台以上を生産していた。

#### フランス
フランスの3大自動車メーカーはプジョー、ルノー、シトロエンである。

#### ドイツ
ガソリンエンジンの自動車はカール・ベンツによって発明された。さらに現在大半の自動車で使用される4サイクル内燃機関はドイツのニコラウス・オットーによって発明された。さらにディーゼルエンジンも同様にドイツ人のルドルフ・ディーゼルによって発明された。
ドイツはポルシェやメルセデス、アウディ、BMWのような高性能、高品質の自動車で有名で彼らは積極的に技術革新を取り入れる。ダイムラーベンツの前身であるダイムラー・モートレン・ゲゼルシャフトは世界最古の自動車工場でダイムラーベンツは合併により1926年に出来た。1998年にはアメリカの自動車会社であるクライスラーを買収し、2007年に多大な損失を抱えて売却した。

#### イタリア
イタリアの自動車産業はGiovanni Agnelliによって1899年にフィアットが工場を建設した時に始まった。50社もの自動車会社が出来ては消えていった。その中には1900年に設立されたIsotta Fraschini、1906年設立のランチア、1910年設立のアルファ・ロメオ、1914年設立のマセラッティ、1939年設立のフェラーリ、1963年設立のランボルギーニがあった。第一次世界大戦と第二次世界大戦の間と1970年代の経済危機によりこれらの大半のブランドはフィアットや外国の企業へ売却された。現在ではイタリアの自動車産業は超小型車からスーパーカー等の高級車まで幅広い製品を誇っている。2009年6月の時点においてフィアットはクライスラーの20%の株式を保有する。

#### オランダ
VDL グループ傘下のVDLネッドカーが他社ブランドの組立を請け負っている。
自社ブランドとしてはスパイカー・カーズとドンカーブートがある。

#### ロシア
ロシアの自動車産業は直接携わる人数が約60万人で総労働人口の1%に相当する。2010年の時点においてロシアは世界で15番目に大きな生産国で世界の生産台数の約7%を占める。2008年には1,469,898台生産したが世界金融危機により生産台数は減少して2009年には595,807台の小型車を生産した。
アフトヴァースとGAZは小型車を生産する大規模な企業で、KAMAZは大型車を生産する。外国の11社がロシアに進出して生産している。

#### スペイン
2009年にスペインの自動車産業は350万台を生産しGDPの3.5%と被雇用者数の約9%を占める。スペインは世界で第8位の生産台数だが2008年から2009年にかけて自動車生産が落ち込んだ。政府の多くの政策が放棄された事により10年前から低迷が始まった。その結果全てのスペインの自動車のブランドが失われ、現在では外国の企業がブランドを保有する。スペインの主要な工場はフォルクスワーゲングループの子会社のSEAT, S.A.である。

#### スウェーデン
現存するスウェーデンの自動車製造会社は乗用車のボルボ・カーズとサーブ・オートモービル、トラック・バスのボルボ（乗用車とは別資本）とスカニアである。
乗用車のボルボはボルボグループからの経営分離、フォード傘下時代を経て、現在は中国資本の下にある。サーブは2度目の経営破たんを経て休業状態にあるが、ナショナル・エレクトリックビークル・スウェーデンが生産再開を目指している。トラック・バス分野においてはスウェーデンの自動車産業は主要な地位にあり、グローバル販売台数でボルボは世界第2位、スカニアは第3位である。

#### フィンランド
ヴァルメト・オートモーティブはサーブ、ルノー、ポルシェなどヨーロッパのメーカーから組立を請け負っている。

#### トルコ
トルコの自動車産業はトルコ経済において重要な位置を占める。1959年にはコチ財閥とフォードとの合弁であるOtosanが設立され、1961年にアナドルの量産が始まった。コチ以外にもサバンジュやオヤックなどの財閥と海外メーカーの合弁による自動車が生産されている。2008年の時点でトルコは1,147,110台生産してヨーロッパで6番目で世界で15番目の生産数である。

#### イギリス
かつてはレイランドなど多数の中小メーカーが存在したが、1960年代からの英国病により労働組合の発言力が増し、慢性的なストライキによる生産効率の悪化、意欲低下による技術的な停滞があった。同時期には同じく右ハンドルで低価格ながら信頼性が高まった日本メーカーの進出が重なり、国内メーカーは、ケータハムやアリエルなどのバックヤード・ビルダーに近い小規模な会社を除き、GMやフォルクスワーゲン等の海外企業に買収されるか倒産した。現在では知名度の高いベントレーなどブランド名が、他社の高級車部門として存続している。またロータスやランドローバー、ジャガーなどは、タタ・モーターズ（インド）やプロトン（マレーシア）など、かつて植民地だった国の新興メーカーが傘下に収めている。
他の自動車メーカーから独立しているアストンマーティンも中東などの投資グループが経営権を握っている。またCAFEなどの規制強化により、アストンマーティン・シグネットのような規制対策車を販売するため他社からの供給を受けている（ベースはトヨタ・iQ）。
ロイヤルエンフィールドなどのオートバイ産業も、自動車と同じくブランドが売却されたか廃業したメーカーが多い。
それでも2010年代までは、ヨーロッパや日本のメーカーがEU圏向けの工場を置いていた。しかし、2016年にイギリスの欧州連合離脱が決定すると、外資にとってイギリス国内で自動車産業を続けていくメリットが低下したこと。加えてイギリス政府がカーボンニュートラルの達成に向け、2030年まで（後に2035年へ変更）にガソリンエンジンおよびディーゼルエンジンを搭載する新車販売を禁止する決定を下したことから、自動車メーカーおよび自動車関連メーカーは、次々と工場閉鎖を決断して撤退した。

### 北米

#### アメリカ合衆国
米国は世界で最初に大量生産技術を開発し、国土が広く公共交通機関が行き届かない地域が多いことから、自動車の市場規模は大きい。フォード、GM、クライスラーの「ビッグスリー」を筆頭とした自動車産業は、幾多の合併や淘汰を経つつも常に製造業の中心としてアメリカ産業を牽引してきた。
1980年代には、日米貿易摩擦が発生する。この時期は産業空洞化も議論されたが、その後、再び米国の自動車産業は力をつけていた。
しかし、2000年代後半になると「ビッグスリーの凋落と外国企業の進出」「環境規制の強化」が、自動車産業を揺さぶることになる。ビッグスリーが生産量を削減しデトロイトなどで失業者が生まれる一方で、トヨタ自動車などが工場進出した地域では、新たな雇用が生まれている。「米国には2つの自動車産業がある。1つは成長し、もう1つは縮小する産業だ」（エコノミスト　トーマス・クライアー）より引用と評す向きもある。
また、2020年までに平均燃費を35mpgにすることが法律で決まったため、燃費向上のための技術開発費が、各社に重くのしかかっている。自動車業界による法案阻止のロビー活動が失敗し、自動車業界の影響力低下が確認された事例でもある。

#### カナダ
カナダは2008年、世界で7番目だったが2010年にはやや順位を落とし11番目の生産量である。同時期にブラジルとスペインの生産量が初めてカナダを超えた。1918年から1923年にかけてカナダは世界で2番目に多く生産していた。カナダの自動車産業は自動車の初期にまで遡る。カナダでの最初の大規模な自動車の生産は1904年のオンタリオ州Windsor付近のWalkervilleで行われた。Walkerville Wagon Works工場でGordon McGregor と Wallace Campbellによって使いやすい117台の"C"型フォードを生産した。
かつてはBrooks Steam, Redpath, Tudhope, McKay, Galt Gas-Electric, Gray-Dort, Brockville Atlas, C.C.M., や McLaughlinといった多数の地元資本のブランドがあった。1918年、McLaughlinはアメリカの企業であるゼネラルモーターズによって買収されゼネラルモーターズ・カナダにブランド名が変わった。第一次世界大戦によりカナダの自動車産業は発展し、1923年までは世界で第2位だった。しかし、当時は多数の工場で多数の車種を生産する非効率な状況が続いていた。その後1965年にアメリカ合衆国との間に自動車生産流通協定が締結されるまでカナダ製の自動車は高額だった。
1964年に締結された協定または“Auto Pact”はカナダに一つの重要な要素をもたらし、現在ではアメリカによって運営される状況になった。Auto Pactの鍵となる要素は1:1の生産と販売の比率でカナダが必要とする価値を加えることだった。
マグナ・シュタイアはメルセデス・ベンツやBMWなど他社のブランドの生産を請け負っている。
カンパーニャモータースではカンパーニャ・T-REXなど趣味用の三輪自動車を製造している。

#### メキシコ
賃金の低さに目を付けたアメリカのメーカーが工場を建設して以降、ヨーロッパや日本のメーカーも進出している。
北米（NAFTA）での生産では21世紀に入りカナダを抜く生産台数となった。

### 南アメリカ

#### ブラジル
ブラジルの自動車産業は2009年に350万台生産した。現在のブラジルにはフィアットやフォルクスワーゲンやフォード、ゼネラルモーターズ、日産、トヨタ、MAN、三菱、メルセデスベンツ、ルノー、ホンダ、ヒュンダイ等、世界で大きい自動車会社の殆どが進出しており、同様にトロラー、マルコポーロ (企業)、アグラレ、ランドンのような新興国の企業もある。

#### アルゼンチン
南米における第二の生産国で、世界でも19位の生産台数である。

### オセアニア

#### オーストラリア
オーストラリアではTarrant Motor & Engineering Co.によって1897年に自動車の生産が始まった。
主要な自動車会社は1856年にアデレードで馬具製造の会社として設立されたのを起源とするホールデンと1925年設立のフォード・モーター・オブ・オーストラリアがある。20世紀後半にはGM傘下となったホールデン、フォードに加えトヨタ、日産（1991年生産撤退）、三菱（2008年生産撤退）が組立工場を設置していたが、賃金の上昇や市場の狭さから撤退が相次ぎ、2016年にはフォードが、2017年にはGMとトヨタが生産拠点の撤退を決めており、オーストラリア製の国産車が消滅する時期が明確となっている。
旧英国領であり日本と同じく左側通行であるため、日本から輸入された中古車も多い。

#### ニュージーランド
ニュージーランドでは1980年代から1990年代にかけて、関税削減などにより中古車が流入、特に左側通行である日本からの輸入量が多く、新車の販売が激減。1998年後半にトヨタが現地工場を閉鎖して以来大手の自動車生産工場は存在しない。国内産業の保護への転換は国内の組立工場の閉鎖につながった。
同国でのシェア上位はトヨタ・ニュージーランド、フォード・ニュージーランドそしてホールデン・ニュージーランドである。

## 製造会社
順位は2013年の生産台数
| 順位 | グループ                | 国                        | 合計台数   | 車種      | LCV       | HCV     | バス   |
| ---- | ----------------------- | ------------------------- | ---------- | --------- | --------- | ------- | ------ |
| 1    | トヨタ自動車            | 日本                      | 10,324,995 | 8,565,176 | 1,481,722 | 272,411 | 5,686  |
| 2    | ゼネラルモーターズ      | アメリカ合衆国            | 9,628,912  | 6,733,192 | 2,890,958 | 4,762   |        |
| 3    | フォルクスワーゲン      | ドイツ                    | 9,379,229  | 9,259,506 | 119,723   |         |        |
| 4    | 現代                    | 韓国                      | 7,233,080  | 6,909,194 | 242,021   | 67,290  | 14,575 |
| 5    | フォード                | アメリカ合衆国            | 6,077,126  | 3,317,048 | 2,667,220 | 92,858  |        |
| 6    | 日産自動車              | 日本                      | 4,950,924  | 4,090,677 | 837,331   | 22,916  |        |
| 7    | フィアットクライスラー  | イタリア / アメリカ合衆国 | 4,681,704  | 2,163,040 | 2,350,697 | 124,131 | 43,836 |
| 8    | 本田技研工業            | 日本                      | 4,298,390  | 4,263,239 | 35,151    |         |        |
| 9    | スズキ                  | 日本                      | 2,842,133  | 2,452,573 | 389,560   |         |        |
| 10   | PSA・プジョーシトロエン | フランス                  | 2,833,781  | 2,445,889 | 387,892   |         |        |
| 11   | ルノー                  | フランス                  | 2,704,675  | 2,347,913 | 356,762   |         |        |
| 12   | BMW                     | ドイツ                    | 2,006,366  | 2,006,366 |           |         |        |
| 13   | 上海汽車                | 中国                      | 1,992,250  | 1,685,392 | 231,374   | 74,431  | 1,053  |
| 14   | ダイムラー              | ドイツ                    | 1,781,507  | 1,631,502 | 150,005   |         |        |
| 15   | マツダ                  | 日本                      | 1,264,173  | 1,175,443 | 88,730    |         |        |
| 16   | 東風                    | 中国                      | 1,238,948  | 642,092   | 226,319   | 357,414 | 13,123 |
| 17   | 三菱自動車工業          | 日本                      | 1,229,441  | 1,090,571 | 135,306   | 3,564   |        |
| 18   | 長安汽車                | 中国                      | 1,109,889  | 873,794   | 166,056   | 70,039  |        |
| 19   | タタ                    | インド                    | 1,062,654  | 650,708   | 279,511   | 117,425 | 15,010 |
| 20   | 吉利汽車                | 中国                      | 969,896    | 969,896   |           |         |        |
| 21   | 北京汽車                | 中国                      | 918,879    | 243,437   | 285,947   | 384,425 | 5,070  |
| 22   | スバル                  | 日本                      | 808,919    | 808,919   |           |         |        |
| 23   | 華晨汽車                | 中国                      | 782,904    | 479,335   | 264,210   | 39,359  |        |
| 24   | 第一汽車                | 中国                      | 717,883    | 448,290   | 61,822    | 203,895 | 3,876  |
| 25   | マヒンドラ&マヒンドラ   | インド                    | 584,534    | 407,563   | 173,398   | 2,2337  | 1,236  |
| 26   | 長城汽車                | 中国                      | 557,564    | 430,423   | 127,141   |         |        |
| 27   | いすゞ自動車            | 日本                      | 532,966    |           | 36,094    | 494,907 | 1,965  |
| 28   | JAC                     | 中国                      | 517,577    | 206,132   | 120,588   | 174,571 | 16,286 |
| 29   | 比亜迪汽車              | 中国                      | 510,950    | 510,950   |           |         |        |
| 30   | アフトヴァース          | ロシア                    | 507,242    | 495,013   | 12,229    |         |        |
| 31   | 奇瑞汽車                | 中国                      | 477,166    | 459,283   | 17,883    |         |        |
| 32   | 力帆集団                | 中国                      | 245,506    | 168,395   | 27,810    | 49,301  |        |
| 33   | GAIG                    | 中国                      | 160,868    | 141,817   | 18,861    |         |        |
| 34   | CNHTC                   | 中国                      | 155,218    |           | 1,561     | 152,735 | 922    |
| 35   | プロトン                | マレーシア                | 140,082    | 116,882   | 23,200    |         |        |
| 36   | パッカー                | アメリカ合衆国            | 135,891    |           |           | 135,891 |        |
| 37   | HJAMC                   | 中国                      | 133,790    | 133,790   |           |         |        |
| 38   | GAZ                     | ロシア                    | 126,594    |           | 91,081    | 22,418  | 13,095 |
| 39   | Shannxi                 | 中国                      | 103,524    | 1,172     | 12        | 102,001 | 339    |
| 40   | 東南汽車 (Fujian)       | 中国                      | 98,787     | 94,951    | 3,836     |         |        |
| 41   | アショック・レイランド  | インド                    | 91,445     | 638       | 32,434    | 39,031  | 19,342 |
| 42   | 金龍客車                | 中国                      | 83,150     |           | 38,955    |         | 44,195 |
| 43   | Navistar                | アメリカ合衆国            | 78,974     |           |           | 68,578  | 10,396 |
| 44   | 青年汽車                | 中国                      | 71,101     | 71,101    |           |         |        |
| 45   | Tangjun Ou Ling         | 中国                      | 70,567     |           | 24,680    | 45,887  |        |
| 46   | ZX Auto                 | 中国                      | 65,025     | 2,794     | 62,231    |         |        |
| 47   | UAZ                     | ロシア                    | 62,443     | 27,260    | 35,183    |         |        |
| 48   | 一汽海馬汽車            | 中国                      | 61,054     | 61,054    |           |         |        |
| 49   | 宇通客車                | 中国                      | 57,711     |           | 6,148     |         | 51,563 |
| 50   | Sichuan Hyundai         | 中国                      | 45,688     |           | 14,673    | 29,598  | 1,417  |

OICA これらの詳細を以下に示す:
- 乗用車は4車輪を備え、乗客の輸送で8座席未満に運転手の座席を追加するものとする。
- 軽商用車（LCV） は4輪式で荷物を輸送する。1トン未満が軽商用車とトラックの間で仕様される。この制限は国と事業者間で3.5から 7トンの間で依存する。ミニバスは軽商用車から派生して8座席以上と運転手の座席が追加され最大重量が3.5 から7トンである。
- 大型トラック（HCV）は貨物運搬用の車両である。最大積載量はの軽商用車の制限（3.5から7トン）を越える。それらにはセミトレーラー用の牽引車も含まれる。
- バスは乗客の輸送に使用され8座席以上と運転手の座席を備え最大重量は軽商用車の制限（3.5から7トン）を超える。

## 関連書
- 『自動車(日本の産業シリーズ第16)』永礼善太郎、 山中英男、有斐閣 (1961)
- 『自動車産業の苦闘―内憂外患の日本四大メーカー』吉田信美、徳間書店 (1968)
- 『覇者の奢り―自動車・男たちの産業史』デイヴィッド・ハルバースタム、日本放送出版協会 (1987/04)